# Berginus nigricolor
Berginus nigricolor is een keversoort uit de familie boomzwamkevers (Mycetophagidae). De wetenschappelijke naam van de soort werd in 1913 gepubliceerd door George Charles Champion.